# Список открытых писем и петиций против российско-украинской войны
Российско-украинская война, в частности вторжение России на Украину в 2022 году, вызвали ряд протестов в России и за рубежом. С 2014 года опубликовано более 50 открытых писем представителей разных профессий и общественности и несколько петиций против российско-украинской войны. Некоторые открытые письма и петиции были позднее затронуты российской цензурой с приостановлением сбора подписей. Однако согласно статье 54 Конституции РФ подобные ограничения не имеют обратной силы, в связи с чем российские открытые письма и петиции считаются правомерными в части, предшествующей их ограничению. Российские юристы опубликовали два открытых письма, одно из которых, с 822 подписями, считает, что «действия России грубо нарушают положение части 4 статьи 2 Устава ООН, требующее от государств воздерживаться от применения силы против территориальной неприкосновенности или политической независимости любого государства».
Российских учёных, подписавших в 2022 году письмо против войны с Украиной, преследует ФСБ. Учёным угрожали уголовными делами, а запуганные подписанты отказываются говорить о давлении со стороны ФСБ.

## Открытые письма
| Название | Дата публикации      | Количество подписей         |
| --- | -------------------- | --------------------------- |
| Заявление правозащитников |                      | 229                         |
| Коллективное письмо российских учёных, работающих в Финляндии и выступающих против войны в Украине | 4 марта 2022         | ?                           |
| Математики против войны |                      | 500+                        |
| Мнение киноведов, кинокритиков и киножурналистов России о специальной военной операции на территории Украины |                      | 444                         |
| Обращение к Президенту Российской Федерации от российских шахматистов |                      | 44                          |
| Обращение российских НКО о прекращении войны |                      | 576                         |
| Обращение священнослужителей Русской православной церкви с призывом к примирению | 1 марта 2022         | 294                         |
| Обращение студентов, аспирантов и преподавателей российских университетов |                      | 10 000                      |
| Обращение членов Совета Федеральной палаты адвокатов | 27 февраля 2022      | 9                           |
| Открытое письмо студентов, выпускников и сотрудников НГУ | 15 апреля 2022       | 1402                        |
| Открытое обращение к Президенту Российской Федерации от лица выпускников, студентов, аспирантов и сотрудников СПбГУ |                      | 2692                        |
| Открытое письмо архитекторов и градостроителей России против военных действий в Украине | 26 февраля 2022      | 5000                        |
| Открытое письмо бывших президентов Украины Леонида Кравчука, Леонида Кучмы и Виктора Ющенко Владимиру Путину | 2014                 | 3                           |
| Открытое письмо выпускников и сотрудников ВШЭ |                      | 170                         |
| Открытое письмо выпускников факультета журналистики МГУ имени М.В. Ломоносова | 28 февраля 2022      | 1200+                       |
| Открытое письмо детских писателей, поэтов, переводчиков, редакторов, издателей |                      | 38+                         |
| Открытое письмо деятелей культуры | 8 марта 2014         | 130+                        |
| Открытое письмо русскоязычных деятелей культуры из Германии | 2014                 | 34                          |
| Открытое письмо евангельских христиан России |                      | 400                         |
| Открытое письмо жителей Сахалинской области президенту Российской Федерации Владимиру Путину и его окружению | 2 марта 2022         | 800+                        |
| Открытое письмо канадских учёных о вторжении России на Украину |                      | 93                          |
| Открытое письмо корреспондентов российских СМИ |                      | 291 (на момент публикации)  |
| Открытое письмо митрополита Иоанна Дубнинского патриарху Кириллу | 9 марта 2022         | 1                           |
| Открытое письмо нобелевских лауреатов |                      | 163                         |
| Открытое письмо Пеле Владимиру Путину | 2022                 | 1                           |
| Открытое письмо писателей России и мира против войны |                      | 35                          |
| Открытое письмо представителей информационных технологий |                      | 14 500                      |
| Открытое письмо представителей российской научной диаспоры против войны с Украиной |                      | 48+                         |
| Открытое письмо представителей российской ресторанной индустрии и гастрономических журналистов |                      | Десятки                     |
| Открытое письмо Президенту Российской Федерации от лица российских врачей, медсестер, медбратьев и фельдшеров с требованием прекратить военные действия на территории Украины                                                  | 25 февраля 2022      | 17 690                      |
| Открытое письмо психологов «Нет войне» |                      | 5300                        |
| Открытое письмо работников игровой индустрии России против «военной спецоперации» в Украине |                      | 2486                        |
| Открытое письмо режиссёров России против войны с Украиной | 1 марта 2022         | 100+                        |
| Открытое письмо российских географов против военных действий в Украине |                      | 1800+                       |
| Открытое письмо российских дизайнеров и иллюстраторов о спецоперации на Украине |                      | 11 000                      |
| Открытое письмо российских историков против военных действий в Украине |                      | 1000+                       |
| Открытое письмо российских книгоиздателей, работников книжного дела и букинистов |                      | 1600+                       |
| Открытое письмо российских комиков |                      | 260+                        |
| Открытое письмо российских муниципальных депутатов против войны |                      | 270+                        |
| Открытое письмо российских подкастеров, сценаристов и звукорежиссёров подкастов |                      | 350 (около)                 |
| Открытое письмо российских работников культуры и искусства | 25 февраля 2022      | 18 039                      |
| Открытое письмо российских учёных и научных журналистов против войны с Украиной. Подписавших ученых преследует ФСБ. Ученым угрожали уголовными делами, а запуганные подписанты отказываются говорить о давлении со стороны ФСБ | 24 февраля 2022      | 6900+                       |
| Открытое письмо российских юристов против военных действий на территории Украины |                      | 822                         |
| Открытое письмо российских юристов против войны в Украине | 28 февраля 2022      | 4700+                       |
| Открытое письмо русскоязычных Латвии | 2022                 | 72                          |
| Открытое письмо скалолазов России против войны в Украине | 2022                 | 721                         |
| Открытое письмо сотрудников, выпускников и студентов МФТИ |                      | 2592                        |
| Открытое письмо студентов, аспирантов, выпускников и сотрудников РГГУ |                      | 870                         |
| Открытое письмо студентов, выпускников и сотрудников ПетрГУ |                      | 764                         |
| Открытое письмо студентов-журналистов России |                      | 149                         |
| Открытое письмо студентов-членов списка «Таланты России» президентского фонда «Талант и успех» Президенту Российской Федерации В. В. Путину                                                                                    |                      | 106                         |
| Открытое письмо участников экосообщества России против боевых действий |                      | 1500+                       |
| Открытое письмо учёных-экономистов «Нет войне» | 26 февраля 2022 года | 364                         |
| Открытое письмо художников и режиссёров мультипликации |                      | 390                         |
| Открытое письмо Яна Валетова российским фантастам | 1 марта 2014         | 1                           |
| Совместное заявление представителей российской индустрии моды и красоты |                      | 2333 (на момент публикации) |
| Открытое письмо российских IT-специалистов |                      | 20 000+                     |

## Петиции
| Название                                                                               | Дата публикации | Количество подписей |
| -------------------------------------------------------------------------------------- | --------------- | ------------------- |
| Беларусы против войны Путина и Лукашенко с Украиной!                                   |                 | 2300+               |
| Петиция партии «Яблоко»                                                                | 13 февраля 2022 | 22 000+             |
| Петиция школьных учителей «Война — это катастрофа»                                     |                 | 3000+               |
| Остановить войну с Украиной!                                                           | 24 февраля 2022 | 1 283 718           |
| Петиция Авааз в правительства государств по всему миру                                 | 25 февраля 2022 | 2 338 000+          |
| Петиция матерей Украины, Беларуси и России                                             | 27 февраля 2022 | 354                 |
| Российские антропологи против военных действий России на территории Республики Украина | 26 февраля 2022 | 1049                |
| «Я — Россиянин! Нет войне с Украиной!»                                                 | 23 января 2022  | 4400+               |

### Комментарии
1. ↑  Руководство ПетрГУ заявило, что в университет якобы поступили сообщения о том, что часть людей из списка подписавшихся не подписывали его[43]. Число таких людей не уточняется.